# Lypsimena
Lypsimena is een kevergeslacht uit de familie van de boktorren (Cerambycidae). De wetenschappelijke naam van het geslacht werd voor het eerst geldig gepubliceerd in 1847 door Haldeman.

## Soorten
Lypsimena omvat de volgende soorten:
- Lypsimena fuscata Haldeman, 1847
- Lypsimena nodipennis (Burmeister, 1865)
- Lypsimena proletaria (Melzer, 1931)
- Lypsimena strandiella Breuning, 1943
- Lypsimena tomentosa Chemsak & Linsley, 1978